# 奧科耶
奧科耶 （英語：Okoye）是出現在漫威漫畫中的虛構角色，屬朵拉·米拉潔的成員之一。由克利斯多夫·普利斯特和馬克·特塞拉所創作，首次出現於《黑豹》（Black Panther）第1期（1998年11月）。
在漫威電影宇宙中，2018年電影《黑豹》、《復仇者聯盟3：無限之戰》、2019年電影《復仇者聯盟4：終局之戰》及2022年電影《黑豹2：瓦干達萬歲》由達娜·古瑞拉飾演。

## 出版歷史
奧科耶首次出現於《黑豹》（Black Panther）第1期（1998年11月），並最後一次出現於《黑豹》（Black Panther）第62期（2003年），直到《黑豹》（Black Panther）第171期（2018年）才再次回歸出現。

## 人物經歷
奧科耶是非洲國家瓦干達的部落居民，在少女時期被招入瓦干達國王的貼身護衛隊——朵拉·米拉潔，成為現任瓦干達國王鐵查拉的貼身護衛、情人和最忠實的僕人。

## 能力與裝備
奧科耶擁有超乎常人的體能、速度和反應能力。 她也擁有超強的格鬥技巧，擅長徒手戰鬥以及精通使用各種武術器械作戰。此外，奧科耶是頂尖的戰術大師、戰略家和戰地指揮。

## 其他媒體

### 電影
- 漫威電影宇宙：由達娜·古瑞拉飾演奧科耶。
  - 《黑豹》（2018年）
  - 《復仇者聯盟3：無限之戰》（2018年）
  - 《復仇者聯盟4：終局之戰》（2019年）
  - 《黑豹2：瓦干達萬歲》（2022年）

### 劇集
- 《復仇者聯盟：史上最強英雄戰隊》：客串
- 漫威電影宇宙：由達娜·古瑞拉回歸飾演奧科耶。
  - 《無限可能：假如…？》第一季（2021年）[2]：動畫劇集，配音演出。
  - 《喪屍英雄》（2024年）：動畫劇集
  - 未定名瓦干達劇集

### 電子遊戲
- 《MARVEL未來之戰》：玩家可使用的角色。